# Pawło Janczuk
Pawło Serhijowycz Janczuk, ukr. Павло Сергійович Янчук (ur. 12 lipca 1986) – ukraiński piłkarz, grający na pozycji obrońcy.

## Kariera piłkarska

### Kariera klubowa
Wychowanek Dynama Kijów, barwy którego bronił w juniorskich mistrzostwach Ukrainy (DJuFL). Karierę piłkarską rozpoczął 28 marca 2004 w składzie Obołoń-2 Kijów, do którego został wypożyczony. Latem 2006 wyjechał do Rumunii, gdzie został piłkarzem FC Argeș Pitești. Podczas przerwy zimowej 2007/2008 przeszedł do niemieckiego FC St. Pauli, ale rozegrał jeden mecz i potem próbował swoich sił w FC Schalke 04 i Hamburger SV. W lipcu 2008 powrócił do Rumunii, gdzie potem podpisał kontrakt z Liberty Salonta. Potem grał na wypożyczeniu w klubach UT Arad, Dinamo II Bukareszt, Budapest Honvéd FC. W sezonie 2011-12 bronił barw rumuńskiego klubu Bihor Oradea. Od zimy 2012 roku piłkarz mołdawskiego klubu FC Tiraspol.